# Rosa Furman
Rosa Furman Epstein (Ciudad de México, 25 de octubre de 1930 – 29 de octubre de 1999) fue una actriz mexicana de teatro, cine y televisión.

## Carrera
Rosa Furman nació en Ciudad de México. Sus padres fueron Favy Furman Jaitzer, un comerciante originario de Mogilev, Bielorrusia, y Sulamita Epstein Lamdansky, originaria de Visoki-Dvor, Lituania. Rosa creció en Pachuca, Hidalgo. Estudió arte dramático e inglés en la Universidad Nacional Autónoma de México.
Comenzó su carrera en el teatro, apareciendo en obras como El tiempo es un sueño (1950) y Anunciación de María (1963), ambas en el Teatro Degollado de Guadalajara, Jalisco. Después de su debut en el cine a principios de los años 1960, participó en muchas películas populares y series de televisión. Es recordada por su papel de Dorotea «La Cuarraca» en la muy prestigiosa adaptación cinematográfica de 1967 de la novela Pedro Páramo de Juan Rulfo. También recibió elogios de la crítica por su actuación en la película francesa Le Rapace (1968), la cual fue filmada en México y contiene su único papel estelar. Apareció, aunque sin créditos, al lado de Cantinflas en Un Quijote sin mancha (1969). Luego interpretó a una amiga del personaje de Shirley MacLaine en Two Mules for Sister Sara (1970). En 1972, viajó a la hacienda de Antonio Aguilar en Tayahua, Zacatecas, para interpretar un pequeño papel en La yegua colorada (estrenada en 1973). Ella y Diana Ochoa interpretaron memorablemente a las hermanas «La Seca» y «La Meca», dos solteronas chismosas, en la comedia La presidenta municipal (1975), protagonizada por La India María y Resortes. Tuvo un papel secundario en Albur de amor (1980).
En 1997, recibió una nominación para el Premio Ariel a la mejor actriz de cuadro por su actuación en Profundo carmesí (1996).

## Muerte
Falleció de un paro cardiaco el 29 de octubre de 1999, a los 69 años en su domicilio. Llegaron paramédicos de Hatzalah México. Tras 30 minutos de maniobras fue declarada fallecida.

## Televisión
- El amor de mi vida (1998)
- Mujer, casos de la vida real (1995) .... Partera
- La telaraña (1990)
- Yo compro esa mujer (1990) .... Tía Carmen
- La hora marcada (1989) .... Margarita
- Dulce desafío (1988-1989) .... Doña Rosa
- El extraño retorno de Diana Salazar (1988-1989) .... Madame Moret
- Amor en silencio (1988) - Rosario
- Papá soltero (1988)
- Aprendiendo a vivir (1984) .... Leonor
- Una limosna de amor (1981) .... Ana
- El combate (1980) ....
- La llama de tu amor (1979) .... Martha
- Ladronzuela (1978)
- Ven conmigo (1975-1976) .... Srta. Cuéllar
- Siempre habrá un mañana (1974)
- Los Caudillos (1968-1969)
- Cristina Guzmán (1966)

## Cine
- Santo, el Enmascarado de Plata vs. la invasión de los marcianos (1967)
- Pedro Páramo (1967)

## Teatro
- El tiempo es un sueño (1950)
- La anunciación a María (1950)
- Nuevo día (1952)
- El presidente hereda (1953)
- Enterrar a los muertos (1955)
- La quinceañera impaciente (1957)
- Seis mujeres y un fantasma (1958)
- Julieta o La clave de los sueños (1960)
- Don Juan (1962)
- Divinas palabras (1963)
- Olímpica (1964)
- Testigo hostil (1966)
- Se compra sabio (1967)
- Gismonda (1975)
- El país de las sonrisas (1978)
- Paloma encantada (1984)